# カメルーンの鉄道

カメルーンの鉄道路線図

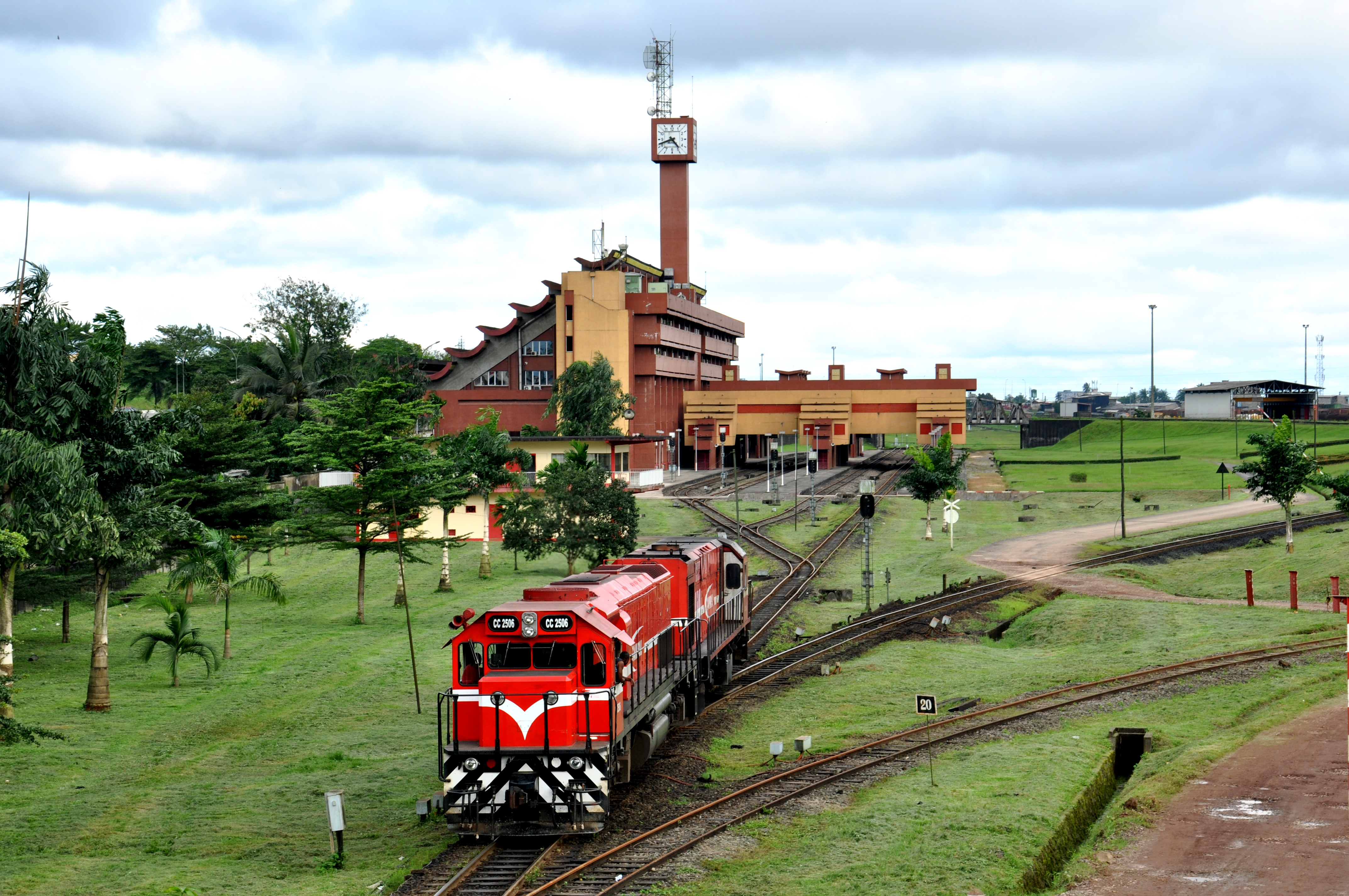

カメルーンの鉄道では、カメルーンにおける鉄道について記す。

## 事業者
- カムレール

## 隣接国との鉄道接続状況
- ナイジェリア - 接続なし
- チャド - 接続なし
- 中央アフリカ共和国 - 接続なし
- コンゴ共和国 - 接続なし
- ガボン - 接続なし
- 赤道ギニア - 接続なし